# タ・モク

晩年のタ・モク

タ・モク（クメール語: តាម៉ុក, ラテン文字転写: Ta Mok , 1924年 - 2006年7月21日）は、カンボジアの軍人、政治家。カンプチア共産党南西部地域書記、党中央委員会常務委員。

## 経歴
本名はチヒット・チョウン(Chhit Choeun)とされるが不確かである。他にはEk Choeun, Oeung Choeunなどとされる。 
彼は1930年代に僧侶となったが、16歳で還俗した。1940年代には反フランス抵抗活動に参加し、続いて反日抵抗活動を行った。1950年に出身地のタケオ州においてインドシナ共産党に入党、1952年には反フランス抵抗組織「クメール・イサラク」に参加した。まもなく彼はプノンペンを去り、クメール・ルージュに加わった。1963年の党大会において党中央委員に選出された。
1968年には南西部地域書記に任命され、この時点で党中央委員会常務委員および軍事委員を兼務していた。
1970年頃の戦闘で片足を失っている。彼はクメール・ルージュ内の急進派として民主カンプチアにおける大量虐殺を指揮したと考えられており、「The Butcher(屠殺屋)」の異名を持つに至る。2023年の南カリフォルニア大学研究員ドナルド・グラッセによる研究によれば、タ・モクがクメール・ルージュ政権時代に統治していた村ではクメール・ルージュの穏健派が統治していた村と比較して経済発展の状況が一貫して悪い。これはタ・モクが党の方針に忠実に従い、旧ロン・ノル派や知識人の粛清、学校の閉鎖を徹底的に実施していたためであり、現在に至るまで影響が残っている。
1976年4月10日の人民代表議会の初会合においてモクは人民代表議会常任委員会第一副議長に選出された。
1978年11月1日から2日の第5回党大会において農業・農村関係担当の党常務委員兼第二副書記、および軍事担当の軍事委員会副委員長に選出され、ポル・ポト、ヌオン・チアに次ぐ序列第3位に昇格した。
クメール・ルージュ政権が1979年に倒れた後もタ・モクは実力者としてアンロンベンに本拠を置き、クメール・ルージュに残された支配地域の北部をコントロールした。1996年8月にイエン・サリが離反すると、それを防げなかった責任を問われて失脚し、ポル・ポトにより事実上の軟禁状態に置かれた。しかし、1997年6月10日のソン・セン粛清を機として、6月12日にタ・モクの部下が反乱を起こし、逆にポル・ポトを拘束した。タ・モクは自身を最高司令官に任命し、ポル・ポトはタ・モクの下で1998年に死んだ。 

### 逮捕・死
1998年には幾つかの要因でアンロンベンからの避難を余儀なくされた。1999年3月6日にタ・モクはタイ国境近くでカンボジア軍によって逮捕され、プノンペンに連行された。タ・モクは最後に残されたクメール・ルージュの有力指導者だった。他の者は死ぬか、生き残ったヌオン・チア、キュー・サムファン、イエン・サリらは既にフン・セン政権と司法取引を行っていた。
刑務所に於いて彼の拘留期間は告発されることなく繰り返し延長された。カンボジアの法律の下では、彼の裁判は逮捕後六ヶ月以内に開始されることになっていた。当初彼はクメール・ルージュのメンバーとしての責任と脱税に関して罪を問われ、2002年2月に人道に対する犯罪で告発された。彼の健康状態は不安定で、唯一の仮釈放は病院へ行くためだった。2006年7月21日午前5時（日本時間午前7時）ごろ、プノンペン市内の病院で死亡。82歳だった。

### 死後
アンロンベン市内に豪勢な廟が建てられているほか、同市内の旧邸宅は「タ・モク博物館（Tamok House）」として公開されており、他のポル・ポト派関連施設とともに史跡として保存されている。